# 하성면
하성면(霞城面)은 대한민국 경기도 김포시의 면이다.

## 역사
1912년 통진군의 하은면(霞隱面)과 봉성면(奉城面)이 통합되어 하성면이라는 이름이 처음 등장했다. 이후 1914년 면 폐합 때 하성면에 소이포면(所伊浦面)이 통합되어 현재와 유사한 영역을 갖는 김포군 하성면이 되었다. 또한 이때 마근포리는 과거에 마음도리(馬音道里) 또는 마음두리(馬音豆里)라 불리던 마을과 함께 신리(新里)로 통합되었으나 이후 마근포리로 이름이 고쳐진 것이다.
하은면은 하음면(霞陰面)이라고도 하여 모종의 음차로 추정되며, 봉성면은 봉상면(鳳翔面)이라고도 하였다. 금포(金浦) 마을 등이 속하던 소이포면은 '소야개'로도 전해진다.

## 법정리
- 가금리(佳金里)
- 마곡리(麻谷里)
- 마근포리(麻近浦里)
- 마조리(麻造里)
- 봉성리(奉城里)
- 석탄리(石灘里)
- 시암리(枾岩里)
- 양택리(楊澤里)
- 원산리(元山里)
- 전류리(顚流里)
- 하사리(霞沙里)
- 후평리(後坪里)

## 교육
- 하성초등학교
- 금성초등학교
- 하성고등학교